# Torneio de Montreux de 1991
O Torneio de Montreux de 1991 foi a 53.ª edição do Torneio de Montreux.

## 1.ª Fase

### Grupo A
|   | Equipa         | Pts | J | V | E | D | GM | GS | DG  |
| - | -------------- | --- | - | - | - | - | -- | -- | --- |
| 1 | Itália         | 8   | 4 | 4 | 0 | 0 | 25 | 6  | 19  |
| 2 | Roller Monza   | 6   | 4 | 3 | 0 | 1 | 25 | 5  | 20  |
| 3 | Holanda        | 4   | 4 | 2 | 0 | 2 | 20 | 17 | 3   |
| 4 | Estados Unidos | 2   | 4 | 1 | 0 | 3 | 7  | 18 | -11 |
| 5 | Austrália      | 0   | 4 | 0 | 0 | 4 | 6  | 37 | -31 |

|                | Itália | Austrália | Estados Unidos | MON | Países Baixos |
| -------------- | ------ | --------- | -------------- | --- | ------------- |
| Itália         |        |           |                |     |               |
| Austrália      | 1-15   |           |                |     |               |
| Estados Unidos | 2-4    | 3-1       |                |     |               |
| Monza          | 2-3    | 9-1       | 5-0            |     |               |
| Holanda        | 1-3    | 10-3      | 8-2            | 1-9 |               |

### Grupo B
|   | Equipa      | Pts | J | V | E | D | GM | GS | DG  |
| - | ----------- | --- | - | - | - | - | -- | -- | --- |
| 1 | Espanha     | 8   | 4 | 4 | 0 | 0 | 43 | 5  | 38  |
| 2 | Portugal    | 6   | 4 | 3 | 0 | 1 | 29 | 8  | 21  |
| 3 | Alemanha    | 4   | 4 | 2 | 0 | 2 | 16 | 19 | -3  |
| 4 | França      | 2   | 4 | 1 | 0 | 3 | 5  | 29 | -24 |
| 5 | Montreux HC | 0   | 4 | 0 | 0 | 4 | 4  | 36 | -32 |

|             | França | Portugal | Espanha | Suíça | Alemanha |
| ----------- | ------ | -------- | ------- | ----- | -------- |
| França      |        |          |         |       |          |
| Portugal    | 9-2    |          |         |       |          |
| Espanha     | 12-0   | 4-1      |         |       |          |
| Montreux HC | 1-3    | 1-10     | 2-17    |       |          |
| Alemanha    | 7-0    | 1-9      | 2-10    | 6-0   |          |

## 2.ª Fase

### 5.º - 10.º Lugar
|   | Equipa         | Pts | J | V | E | D | GM | GS | DG  |
| - | -------------- | --- | - | - | - | - | -- | -- | --- |
| 1 | Holanda        | 10  | 5 | 5 | 0 | 0 | 35 | 12 | 23  |
| 2 | Alemanha       | 6   | 5 | 3 | 0 | 2 | 31 | 15 | 16  |
| 3 | Estados Unidos | 6   | 5 | 3 | 0 | 2 | 16 | 17 | -1  |
| 4 | França         | 6   | 5 | 3 | 0 | 2 | 13 | 17 | -4  |
| 5 | Austrália      | 2   | 5 | 1 | 0 | 4 | 15 | 36 | -21 |
| 6 | Montreux HC    | 0   | 5 | 0 | 0 | 5 | 11 | 24 | -13 |

|                | Estados Unidos | França | Alemanha | Países Baixos | Suíça | Austrália |
| -------------- | -------------- | ------ | -------- | ------------- | ----- | --------- |
| Estados Unidos |                |        |          |               |       |           |
| França         | 4-2            |        |          |               |       |           |
| Alemanha       | 1-4            | 7-0    |          |               |       |           |
| Holanda        | 8-2            | 5-2    | 7-2      |               |       |           |
| Montreux HC    | 3-5            | 1-3    | 0-6      | 3-5           |       |           |
| Austrália      | 1-3            | 2-4    | 4-15     | 3-10          | 5-4   |           |

### Apuramento Campeão
|   | Equipa       | Pts | J | V | E | D | GM | GS | DG |
| - | ------------ | --- | - | - | - | - | -- | -- | -- |
| 1 | Espanha      | 6   | 3 | 3 | 0 | 0 | 8  | 2  | 6  |
| 2 | Portugal     | 3   | 3 | 1 | 1 | 1 | 8  | 10 | -2 |
| 3 | Itália       | 2   | 3 | 1 | 0 | 2 | 7  | 7  | 0  |
| 4 | Roller Monza | 1   | 3 | 0 | 1 | 2 | 4  | 8  | -4 |

|              | Itália | Portugal | Espanha | MON |
| ------------ | ------ | -------- | ------- | --- |
| Itália       |        |          |         |     |
| Portugal     | 4-3    |          |         |     |
| Espanha      | 2-1    | 4-1      |         |     |
| Roller Monza | 1-3    | 3-3      | 0-2     |     |

## Classificação final
| Lugar | Seleção        |
| ----- | -------------- |
|       | Espanha        |
|       | Portugal       |
|       | Itália         |
| 4     | Roller Monza   |
| 5     | Estados Unidos |
| 6     | França         |
| 7     | Alemanha       |
| 8     | Holanda        |
| 9     | Montreux HC    |
| 10    | Austrália      |

| Torneio Montreux 1991 |
| --------------------- |
| Espanha               |
| ESPANHA 11.º          |